# 茂平沢神社
茂平沢神社（もへいざわじんじゃ）は、北海道石狩郡当別町茂平沢にある神社である。

## 祭神
- 神武天皇
- 媛蹈鞴五十鈴媛命

## 歴史
この神社は、1912年（明治45年）に村議山田四郎次ら七人が発起人となり、弁華別橿原神社の御分霊をいただき、現在地を神社敷地に選定して「橿原神社」として奉祀したのが始まりとされる。
1921年（大正10年）、地元有志一六人が発起人となり社殿造営の動議がありその年の９月に落成した。そして数年後、境内を「昭和山」と命名し届出が行われた。
1974年（昭和49年）4月、「みどり野団地」造成に伴い橿原神社境内が移動拡張、社殿が新築されて（同年８月）「茂平沢神社」に改称、今日に至っている。

## 例祭
- 毎年9月13日

## 所在地
- 北海道石狩郡当別町茂平沢3062番地

## 鈴木茂平の碑
- 境内には1931年(昭和6年)に建立された鈴木茂平の碑がある。杣夫鈴木茂平は茂平沢地区開拓の祖で碑文には茂平が1885年(明治18年)に79歳で死亡したとあり墓碑も兼ねている。例祭日は茂平沢神社と同じである。